# Simeon Toribio
Simeon Galvez Toribio (né le 3 septembre 1905 et décédé le 5 juin 1969) est un athlète philippin, spécialiste du saut en hauteur.

## Biographie

### Palmarès
| Date | Compétition     | Lieu        | Résultat | Performance |
| ---- | --------------- | ----------- | -------- | ----------- |
| 1928 | Jeux olympiques | Amsterdam   | 4e       | 1,91 m      |
| 1932 | Jeux olympiques | Los Angeles | 3e       | 1,97 m      |
| 1936 | Jeux olympiques | Berlin      | 12e      | 1,85 m      |